# 雄松堂書店
株式会社雄松堂書店（ゆうしょうどうしょてん）は、東京都新宿区に本社を置いていた洋書輸入販売業者、出版社。

## 沿革
- 1932年（昭和7年）10月 - 東京市神田区仲猿楽町（千代田区神田神保町）で古書店「雄松堂書店」創業。
- 1983年（昭和58年）5月 - 出版事業部が分離・独立して株式会社雄松堂出版を設立。歴史系の人文科学から社会科学など学術系図書を主に出版する。
- 2010年（平成22年）7月 - 雄松堂出版を出版事業部として統合[1]。
- 2011年（平成23年）2月 - CHIグループ株式会社の子会社となる。
- 2016年（平成28年）2月 - 丸善株式会社に吸収合併され、丸善雄松堂株式会社となった。

## 主な出版物
- 『異国叢書』
- 『新異国叢書』
- 『小林多喜二草稿ノート・直筆原稿』（DVD-ROM版）、2011年2月。[2]
- 山本実彦旧蔵・川内まごころ文学館所蔵『「改造」直筆原稿の研究』
- 山本実彦旧蔵 慶應義塾図書館所蔵『改造社出版関係資料』
- 『西洋製本図鑑』
- 『夫婦善哉』
- 『アメリカ文学ライブラリー』
- 『週刊 ザ・ファー・イースト』